# ألبرت ليا
ألبرت ليا هي مدينة تقع في ولاية مينيسوتا وتقع في الجزء الجنوبي الشرقي من الولايات المتحدة الأمريكية.وبلغ عدد سكانها 18356 في التعداد لعام 2000. تقع المدينة عند تقاطع الطرق السريعة 35 و90، على بعد حوالى 90 ميلا (140 كم) إلى الجنوب من تواين سيتيز. وعلى بحيرة النافورة، بحيرة البيكيلر، بحيرة ألبرت ليا، وبحيرة غوس، مدرسة ليك، وبحيرة الفاتحة. نافورة بحيرة ألبرت وبحيرة ليا هي جزء من سيلان جريان نهر شيل روك.

## التركيبة السكانية
قام مكتب تعداد الولايات المتحدة بتحديد بيانات التركيبة السكانية لألبرت ليافي تعداد الولايات المتحدة. في ما يلي، التركيبة السكانية حسب تعدادي 2000 و2010.

### تعداد عام 2000
بلغ عدد سكان ألبرت ليا 18,356 نسمة بحسب تعداد عام 2000، وبلغ عدد الأسر 7,785 أسرة وعدد العائلات 4,826 عائلة مقيمة في المدينة. في حين سجلت الكثافة السكانية 1,702.5 نسمة لكل ميل مربع (657.3/كم2). وبلغ عدد الوحدات السكنية 8,133 وحدة بمتوسط كثافة قدره 754.3 نسمة لكل ميل مربع (291.2/كم2).
وتوزع التركيب العرقي للمدينة بنسبة 92.80% من البيض و0.29% من الأمريكيين الأصليين و0.80% من الأمريكيين ذوي الأصول الآسيوية و0.03% من سكان جزر المحيط الهادئ و0.37% من الأمريكيين الأفارقة و1.18% من عرقين مختلطين أو أكثر.
```
وبلغت نسبة 
الأزواج
 القاطنين مع بعضهم البعض 49.5% من أصل المجموع الكلي للأسر، ونسبة 9.1% من الأسر كان لديها معيلات من الإناث دون وجود شريك، وكانت نسبة 38.0% من غير العائلات. تألفت نسبة 33.0% من أصل جميع الأسر من أفراد ونسبة 16.8% كانوا يعيش معهم شخص وحيد يبلغ من العمر 65 عاماً فما فوق. وبلغ الحجم الوسطي للأسر 2.88، أما الحجم الوسطي للعائلات فبلغ 2.28.
```

بلغ العمر الوسطي للسكان 41 عاماً. ونسبة 23.2% كانت ما بين الخامسة والأربعين حتى الرابعة والستين، ونسبة 21.3% كانت ضمن فئة الخامسة والستين عاماً فما فوق. يوجد لكل 100 أنثى 90.2 ذكر، ويوجد لكل 100 أنثى في الثامنة عشر من عمرها فما فوق 87.6 ذكر.
بلغ متوسط دخل الأسرة في المدينة 32,841 دولار، أما متوسط دخل العائلة فبلغ 42,407 دولار. وكان متوسط دخل الذكور 31,383 دولار مقابل 21,114 دولار للإناث. وسجل دخل الفرد الخاص بالمدينة 17,979 دولار.

### تعداد عام 2010
بلغ عدد سكان ألبرت ليا 18,016 نسمة بحسب تعداد عام 2010، وبلغ عدد الأسر 7,774 أسرة وعدد العائلات 4,644 عائلة مقيمة في المدينة. في حين سجلت الكثافة السكانية 1,431.0 نسمة لكل ميل مربع (552.5/كم2). وبلغ عدد الوحدات السكنية 8,410 وحدة بمتوسط كثافة قدره 668.0 لكل ميل مربع (257.9/كم2).
وتوزع التركيب العرقي للمدينة بنسبة 90.0% من البيض و0.3% من الأمريكيين الأصليين و1.1% من الأمريكيين ذوي الأصول الآسيوية و0.1% من سكان جزر المحيط الهادئ و1.1% من الأمريكيين الأفارقة و2.1% من عرقين مختلطين أو أكثر.
بلغ عدد الأسر 7,774 أسرة كانت نسبة 25.6% منها لديها أطفال تحت سن الثامنة عشر تعيش معهم، وبلغت نسبة الأزواج القاطنين مع بعضهم البعض 45.0% من أصل المجموع الكلي للأسر، ونسبة 10.4% من الأسر كان لديها معيلات من الإناث دون وجود شريك، بينما كانت نسبة 4.4% من الأسر لديها معيلون من الذكور دون وجود شريكة وكانت نسبة 40.3% من غير العائلات. تألفت نسبة 34.9% من أصل جميع الأسر من أفراد ونسبة 17.3% كانوا يعيش معهم شخص وحيد يبلغ من العمر 65 عاماً فما فوق. وبلغ الحجم الوسطي للأسر 2.85، أما الحجم الوسطي للعائلات فبلغ 2.24.
بلغ العمر الوسطي للسكان 44 عاماً. وكانت نسبة 21.5% من القاطنين تحت سن الثامنة عشر، وكانت نسبة 7.9% بين الثامنة عشر والأربعة وعشرون عاماً، ونسبة 22% كانت واقعةً في الفئة العمرية ما بين الخامسة والعشرين حتى الرابعة والأربعين عاماً، ونسبة 26.3% كانت ما بين الخامسة والأربعين حتى الرابعة والستين، ونسبة 22.4% كانت ضمن فئة الخامسة والستين عاماً فما فوق. وتوزع التركيب الجنسي للسكان بنسبة 48.3% ذكور و51.7% إناث.